# Folkes Brothers
Folkes Brothers foi um grupo de mento jamaicano composto pelos irmãos John, Mico e Junior Folkes. 
Seu single "Oh Carolina" de 1960 lançado pela Blue Beat, bateu recordes de vendas, sendo produzido por Prince Buster, e é considerado como um marco na história do ska e da música reggae.
Em 1994, John Folkes e Prince Buster estavam envolvidos em uma disputa legal sobre a autoria da canção "Oh Carolina", depois de uma versão cover realizada por Shaggy em 1992 tornou-se um hit internacional. Mais tarde decidiu-se que os Folkes detinham os direitos autorais sobre esta.

## Discografia

### Singles
- "Oh Carolina"/"I Met A Man" (7", Blue Beat, 1959)
- "Big Five" (Prince Buster)/"Oh Carolina" (Folkes Brothers)/"Shaking Up Orange Street" (Prince Buster) (12", Blue Beat)

### Compilações
- Roots Of Reggae (LP, Lyrichord, 1977)
- One Original Step Beyond - The Story Of Ska (CD, Castle Communications, 1993)
- Ska Boogie - Jamaican R&B, The Dawn Of Ska (CD, Sequel Records, 1993)
- Tougher Than Tough (CD, Mango, 1993)
- Serious Ska (CD, EMI, 2000)
- Young Gifted And Black Vol. 1 (2xCD + Box, Trojan Records, 2002)

## Links
- Discografia de Folkes Brothers no Discogs